# Vegetatielaag
Met de term vegetatielaag doelt men op de verticale structuur van vegetatie: de in de vegetatie te onderscheiden lagen met planten en schimmels. De lagen kunnen worden onderscheiden op grond van verschillende hoogtegrenzen of op grond van waar de overheersende groeivormen hun fotosynthetisch actieve deel hebben.

## Indeling
De vegetatielagen worden genoemd naar de overheersende groeivorm van de planten die er in voorkomen. Er kunnen ten minste worden onderscheiden op grond van arbitraire hoogtegrenzen:
1. de moslaag is de onderste bovengrondse vegetatielaag van planten tot 10 cm hoog. In de moslaag groeien vaak mossen, levermossen, kiemplanten, schimmels en korstmossen. In bossen groeien hier vaak planten met weinig lichtbehoefte, in open vegetatie verdragen de planten vaak geen schaduw.
2. de kruidlaag is de vegetatielaag van 10–135 cm hoog met vooral kruidachtige planten en jonge planten die kunnen doorgroeien naar hogere lagen.
3. de struiklaag is de laag van 1,35 m–8 m hoog met de vegetatie waarin struiken en kleine bomen overheersen.
4. de boomlaag is de laag hoger dan 8 m, boven de struiklaag met vooral de kruinen van de bomen, maar ook met lianen en epifyten.

Vaak zijn niet alle vegetatielagen aanwezig, ook niet in bossen. In sommige gevallen is het zinvol een verder onderscheid te maken, bijvoorbeeld lage en hoge kruidlaag, lage en hoge boomlaag. Dit hangt af van de aangetroffen vegetatiestructuur, bijvoorbeeld in andere klimaatgordels.
Planten kunnen in meerdere vegetatielagen aanwezig zijn. Zo kunnen mossen en korstmossen als epifyten ook voorkomen tot boven in de boomlaag, waar ze zelfs apart te onderscheiden plantengemeenschappen (synusia) kunnen vormen. Daarnaast kunnen boomsoorten als zaailing aanwezig zijn in de moslaag.
Daarnaast worden soms onderscheiden de wortellaag, de bovenste laag van de bodem die beworteld is, en de strooisellaag, dat deel van de bodem waar de verteringsprocessen van organisch materiaal plaatsvinden. Bladeren en naalden zijn daar nog ten minste gedeeltelijk herkenbaar.
De term "schimmellaag" (valt samen met de moslaag) is bedoeld voor de laag tot 10 cm hoog waarin de schimmels, met name de paddenstoelen en korstmossen, soms tijdelijk een opvallend bestanddeel vormen. Schimmels groeien grotendeels in de bodem, maar de vruchtlichamen zijn een korte periode van het jaar zichtbaar boven de grond. Sommige schimmels kunnen boven de moslaag uitgroeien, zoals er ook mossen zijn die boven de schimmels kunnen uitgroeien.

## Gebruik van de termen
De verticale lagenbenadering wordt gebruikt tijdens het maken van vegetatieopnamen. De bekendste methode waarbij de verticale benadering gebruikt wordt is de Braun-Blanquet-methode. Meestal worden dan de moslaag, de kruidlaag, de struiklaag en de boomlaag onderscheiden voor zover aanwezig. Indien ook de bodem wordt beschreven, dan onderscheidt men ook de strooisellaag en de wortellaag. De term schimmellaag wordt in vegetatiekundige opnamen meestal niet gebruikt omdat daar de overheersend groeivormen uit mossen bestaan.
Veel planten zijn niet beperkt tot een vegetatielaag, zoals klimplanten en lianen, terwijl bomen die beginnen als kiemplant in de moslaag uiteindelijk door kunnen groeien tot in de boomlaag. Bepaalde struiken kunnen zowel tot de boomlaag als tot de struiklaag gerekend worden. De term "moslaag" wordt gewoonlijk gebruikt voor de op de terrestrische mossen en niet voor de epifytisch groeiende mossen op de stam en de takken van bomen.